# Paul Gravelle
Pour les articles homonymes, voir Gravelle.
Paul Joseph Gravelle, né en 1810 à l'Ile Jésus et mort en 1901 à Terrebonne, est un patriote franco-canadien.

## Biographie
Cultivateur, Paul Gravelle est un des chefs des insurgés à Terrebonne durant les révoltes. Arrêté et emprisonné le 4 janvier 1839 pour avoir pris part à diverses assemblées dont Saint-Antoine en 1834, il est condamné à mort mais bénéficie de l'amnistie et fait partie des 26 libérés sous caution. 
Il reprend ensuite ses activités à Terrebonne où il finit sa vie. 
Il apparait dans le roman de Jules Verne Famille-Sans-Nom sous le nom de « Gravelles » dans la deuxième partie au chapitre XIV. 